# G. P. Industria y Comercio de Prato
El G. P. Industria y Comercio de Prato (oficialmente: GP Industria & Commercio di Prato) es una carrera ciclista italiana disputada en Prato, en Toscana. 
Creada en 1946, en 1958 fue disputado en formato de contrarreloj. Las ediciones de 1971 y 1993 valieron para proclamar al campeón de Italia en ruta. 
Desde la creación de los Circuitos Continentales UCI en 2005 y hasta a 2015 formó parte del circuito UCI Europe Tour como un evento de clase 1.1, y en 2016 pasó a ser una carrera amateur de categoría Sub-23.

## Palmarés
En amarillo: edición amateur.
| Año  | Ganador              | Segundo              | Tercero                  |
| ---- | -------------------- | -------------------- | ------------------------ |
| 1945 | Serafino Biagioni    |                      |                          |
| 1946 | Nedo Logli           | Sergio Maggini       | Quirino Toccacelli       |
| 1947 | Sergio Maggini       | Luigi Casola         | Michele Motta            |
| 1948 | Giulio Bresci        | Mario Ricci          | Alfredo Martini          |
| 1949 | Luciano Maggini      | Nedo Logli           | Giovanni Corrieri        |
| 1950 | Ferdinand Kübler     | Alfredo Martini      | Dante Rivola             |
| 1951 | Arrigo Padovan       | Giuliano Bresci      | Waldemaro Bartolozzi     |
| 1952 | Luciano Maggini      | Widmer Servadei      | Fiorenzo Magni           |
| 1953 | Rino Benedetti       | Luciano Maggini      | Luciano Frosini          |
| 1954 | Danilo Barozzi       | Marcello Pellegrini  | Angelo Conterno          |
| 1955 | Aldo Moser           | Cleto Maule          | Gianfranco Sobrero       |
| 1956 | Danilo Barozzi       | Giorgio Albani       | Fiorenzo Magni           |
| 1957 | Silvano Ciampi       | Bruno Monti          | Alessandro Fantini       |
| 1958 | Ercole Baldini       | Aldo Moser           | Nino Defilippis          |
| 1959 | Giuseppe Fallarini   | Carlo Azzini         | Pierino Baffi            |
| 1960 | Alfredo Sabbadin     | Idrio Bui            | Guido Carlesi            |
| 1961 | Gilbert Desmet       | Giancarlo Manzoni    | Miguel Poblet            |
| 1962 | Bruno Mealli         | Luigi Mele           | Guido De Rosso           |
| 1963 | Vendramino Bariviera | Vito Taccone         | Dino Bruni               |
| 1964 | Michele Dancelli     | Adriano Durante      | Angelo Conterno          |
| 1965 | Michele Dancelli     | Italo Zilioli        | Franco Bodrero           |
| 1966 | Italo Zilioli        | Michele Dancelli     | Roberto Ballini          |
| 1967 | Michele Dancelli     | Marino Basso         | Bruno Fantinato          |
| 1968 | Adriano Durante      | Alberto Della Torre  | Wladimiro Panizza        |
| 1969 | Alberto Della Torre  | Ottavio Crepaldi     | Franco Mori              |
| 1970 | Marcello Bergamo     | Tomas Pettersson     | Fabrizio Fabbri          |
| 1971 | Franco Bitossi       | Felice Gimondi       | Enrico Paolini           |
| 1972 | Constantino Conti    | Willy De Geest       | Pietro Di Caterina       |
| 1973 | Fabrizio Fabbri      | Giancarlo Polidori   | Walter Riccomi           |
| 1974 | Fabrizio Fabbri      | Constantino Conti    | Enrico Paolini           |
| 1975 | Constantino Conti    | Enrico Paolini       | Giacinto Santambrogio    |
| 1976 | Walter Riccomi       | Marcello Bergamo     | Arnaldo Caverzasi        |
| 1977 | Claudio Bortolotto   | Mario Beccia         | Bernt Johansson          |
| 1978 | Bernt Johansson      | Carmelo Barone       | Walter Riccomi           |
| 1979 | Bernt Johansson      | Wladimiro Panizza    | Carmelo Barone           |
| 1980 | Silvano Contini      | Leonardo Mazzantini  | Roberto Ceruti           |
| 1981 | Moreno Argentin      | Giuseppe Saronni     | Emanuele Bombini         |
| 1982 | Moreno Argentin      | Tommy Prim           | Roberto Ceruti           |
| 1983 | Luciano Rabottini    | Emanuele Bombini     | Ettore Bazzichi          |
| 1984 | Pierino Gavazzi      | Dario Mariuzzo       | Leo Schonenberger        |
| 1985 | Ezio Moroni          | Marino Lejarreta     | Mario Beccia             |
| 1986 | Harald Maier         | Moreno Argentin      | Pierino Gavazzi          |
| 1987 | Daniele Caroli       | Marco Tabai          | Angelo Canzonieri        |
| 1988 | Maurizio Fondriest   | Moreno Argentin      | Pierino Gavazzi          |
| 1989 | Pierino Gavazzi      | Andrei Tchmil        | Maurizio Rossi           |
| 1990 | Stefan Joho          | Massimo Ghirotto     | Francesco Cesarini       |
| 1991 | Enrico Galleschi     | Marco Saligari       | Massimo Podenzana        |
| 1992 | Leonardo Sierra      | Andrea Ferrigato     | Zenon Jaskuła            |
| 1993 | Massimo Podenzana    | Gianni Bugno         | Davide Cassani           |
| 1994 | Marco Saligari       | Bruno Cenghialta     | Wladimir Belli           |
| 1995 | Fabrizio Bontempi    | Mariano Piccoli      | Andrea Tafi              |
| 1996 | Fabrizio Guidi       | Filippo Casagrande   | Djamolidine Abdoujaparov |
| 1997 | Mariano Piccoli      | Maximilian Sciandri  | Davide Casarotto         |
| 1998 | Felice Puttini       | Maximilian Sciandri  | Massimo Donati           |
| 1999 | Alessandro Baronti   | Marco Velo           | Francesco Casagrande     |
| 2000 | Sergio Barbero       | Gabriele Missaglia   | Davide Rebellin          |
| 2001 | Davide Rebellin      | Francesco Casagrande | Eddy Mazzoleni           |
| 2002 | Vladimir Duma        | Andrea Ferrigato     | Stefano Casagranda       |
| 2003 | Davide Rebellin      | Bo Hamburger         | Oscar Camenzind          |
| 2004 | Nick Nuyens          | Francesco Bellotti   | Mirko Celestino          |
| 2005 | Murilo Fischer       | Ruggero Marzoli      | Mijailo Jalilov          |
| 2006 | Daniele Bennati      | Giovanni Visconti    | Marco Marcato            |
| 2007 | Filippo Pozzato      | Murilo Fischer       | Alessandro Bertolini     |
| 2008 | Mijailo Jalilov      | Marco Frapporti      | Volodymyr Zagorodny      |
| 2009 | Giovanni Visconti    | Francesco Gavazzi    | Luca Paolini             |
| 2010 | Diego Ulissi         | Michele Scarponi     | Alessandro Proni         |
| 2011 | Peter Sagan          | Luca Paolini         | Maxime Bouet             |
| 2012 | Emanuele Sella       | Luca Paolini         | Davide Rebellin          |
| 2013 | Gianfranco Zilioli   | Miguel Ángel Rubiano | Maciej Paterski          |
| 2014 | Sonny Colbrelli      | Kristian Sbaragli    | Danilo Napolitano        |
| 2015 | Daniele Bennati      | Marco Marcato        | Davide Rebellin          |
| 2016 | Mirco Sartori        | Francesco Mancini    | Umberto Marengo          |

## Palmarés por países
| País       | Victorias |
| ---------- | --------- |
| Italia     | 58        |
| Suiza      | 3         |
| Suecia     | 2         |
| Ucrania    | 2         |
| Bélgica    | 2         |
| Austria    | 1         |
| Venezuela  | 1         |
| Brasil     | 1         |
| Eslovaquia | 1         |